# 2018 en Afrique
Liste d'évènements de l'année 2018 en Afrique, sauf dans les pays ayant leur propre article.

## Événements

### Janvier
- 1er janvier : une nouvelle monnaie est introduite en Mauritanie.
- 5 janvier : le cyclone Ava frappe Madagascar.
- 22 janvier : George Weah devient président du Liberia.

### Février
- 14 février :
  - Jacob Zuma démissionne de ses fonctions de président de l'Afrique du Sud, Cyril Ramaphosa lui succède le 15 ;
  - combat d'Inaghalawass entre l'armée française et les djihadistes au Mali.
- 15 février : démission du Premier ministre d'Éthiopie Haile Mariam Dessalegn, l’état d’urgence est décrété le 16[1]
- 23 février : élections législatives à Djibouti.

### Mars
- 2 mars : des attaques à Ouagadougou (Burkina Faso) font plusieurs morts[2].
- 2 au 6 mars : le cyclone Dumazile frappe Madagascar et La Réunion.
- 7 mars : élection présidentielle et élections législatives en Sierra Leone.
- 24 mars : élections sénatoriales en Côte d'Ivoire.
- 25 mars : élections sénatoriales au Cameroun.
- 26 au 28 mars : élection présidentielle en Égypte, Abdel Fattah al-Sissi est reconduit à son poste.
- 31 mars : Julius Maada Bio est élu au second tour de l'élection présidentielle en Sierra Leone.

### Avril
- 1er avril : combat d'Akabar au Mali.
- 2 avril : Abiy Ahmed devient Premier ministre d'Éthiopie.
- 11 avril : un accident d'avion militaire fait 257 morts en Algérie.
- 14 avril : attaque à Tombouctou (Mali) contre des camps de la MINUSMA et de l'opération Barkhane[3].
- 19 avril : le roi Mswati III du Swaziland annonce son intention de rendre à son pays son nom originel : eSwatini.
- 26 - 27 avril : massacres d'Aklaz et Awkassa au Mali.
- 30 avril : la Cour constitutionnelle du Gabon dissout l'assemblée et ordonne la démission du gouvernement, celui ci n'ayant pas organisé les législatives à temps.

### Mai
- 1er mai : au Nigeria, deux attentats-suicides perpétrés par Boko Haram à Mubi font des dizaines de morts[4].
- 2 mai : en Libye, une attaque contre la Haute Commission électorale fait 12 morts[5].
- 4 mai : une nouvelle Constitution entre en vigueur au Tchad.
- 6 mai : élections municipales tunisiennes.
- 7 mai : bataille de Derna en Libye.
- 9 mai :
  - au Kenya, la rupture d'un barrage dans le comté de Nakuru fait au moins 41 morts[6] ;
  - publication des travaux entrepris en 2017 sur la grotte de Panga ya Saidi proche du nord de la côte du Kenya, occupée depuis 78 000 ans, qui permet d'étudier beaucoup mieux l'évolution progressive et continue de la technologie, des artefacts culturels et de la paléoécologie, ce qui renforce la thèse de l'évolution progressive et continue par rapport à celle de bonds technologiques provoqués par les migrations pan-africaines d'il y a 60 000 ans[7],[8].
- 17 mai : référendum constitutionnel au Burundi.
- 21 mai : Ibrahima Kassory Fofana est nommé Premier ministre de Guinée, succédant à Mamady Youla.
- 25 mai : 32 personnes dont cinq « otages » sont tuées à Menka, dans la région anglophone du Nord-Ouest au Cameroun, lors d’un affrontement entre les forces de sécurité et un groupe armé reclus dans un motel[9].

### Juin
- 3 juin : le naufrage d'un bateau de migrants au large de l'île de Kerkennah, en Tunisie, cause au moins 68 morts et une cinquantaine de disparus, dont une majorité de Tunisiens[10].
- 6 juin : ce drame entraîne le limogeage du ministre de l'intérieur tunisien Lotfi Brahem (remplacé par intérim par le ministre de la Justice Ghazi Jeribi) et de 10 responsables de la sûreté nationale et de la garde nationale[10].
- 9 juin : attaque de Boni au Mali.

### Juillet
- 3 juillet : Souad Abderrahim devient la première femme élue maire de Tunis.
- 9 juillet : le président érythréen et le premier ministre éthiopien déclarent la fin de l'état de guerre entre leurs deux pays et la normalisation de leurs relations[11].
- 29 juillet : élection présidentielle au Mali.
- 30 juillet :
  - référendum constitutionnel aux Comores, approuvé à 93 % ;
  - élection présidentielle et élections législatives au Zimbabwe, Emmerson Mnangagwa est réélu président.

### Août
- 7 août : le Premier ministre éthiopien Abiy Ahmed signe un accord de paix avec la rébellion sécessionniste du Front de libération Oromo, qui était active depuis les années 1970.
- 12 août : Ibrahim Boubacar Keïta est réélu au second tour de l'élection présidentielle au Mali.
- 27 août : début de la bataille de Tripoli en Libye.
- 26 août : élu le 30 juillet pour un second mandat, le président zimbabwéen Emmerson Mnangagwa prête serment.
- 30 août : bataille de Zari au Nigeria.

### Septembre
- 1er septembre : élections législatives, municipales et régionales en Mauritanie.
- 2 et 3 septembre : élections législatives au Rwanda.
- 3 septembre : découverte à Tal Samara, dans le delta du Nil, d'un village néolithique, potentiellement le plus vieux connu dans la région, (le seul autre village potentiellement plus vieux étant celui de Saïs)[12].
- 3 et 6 septembre : début des auditions sur le contentieux territorial sur l'archipel des Chagos entre la république de Maurice et le Royaume-Uni a la Cour internationale de justice.
- 11 septembre :
  - réouverture de la frontière entre l'Érythrée et l'Éthiopie, fermée depuis 1998[13] ;
  - datation d'un dessin au crayon d'ocre pointu sur une pierre vieux de 73 000 ans, découvert en 1991 dans la grotte de Blombos en Afrique du Sud, ce qui en fait le plus vieux dessin au crayon connu au monde[14].
- 18 septembre : des inondations au Nigeria font une centaine de morts[15].
- Entre le 18 et le 28 septembre : découverte par le spéléologue Olivier Testa et le géoarchéologue français Richard Oslisly de la grotte d'Iroungou dans les forêts de la région de Mouila au Gabon, site archéologique médiéval du XIVe siècle, première grotte sépulcrale connue au Gabon et deuxième connue dans toute l'Afrique subsaharienne après celle de Benin City au Nigeria (découverte dans les années 1960)[16],[17].
- 20 septembre : le naufrage du MV Nyerere fait au moins 218 morts sur le lac Victoria, en Tanzanie[18].
- 21 septembre : élections législatives au Swaziland (2e tour).

### Octobre
- 3 et 4 octobre : attaque d'Inata au Burkina Faso.
- 5 octobre : le gynécologue congolais Denis Mukwege et l'activiste des droits de l'homme irakienne yézidie Nadia Murad reçoivent le prix Nobel de la paix pour leur combat contre les violences sexuelles.
- 6 et 27 octobre : élections législatives au Gabon.
- 7 octobre :
  - élection présidentielle au Cameroun, Paul Biya est réélu pour un huitième mandat ;
  - élections législatives à Sao Tomé-et-Principe.
- 8 octobre : bataille de Metele au Nigeria contre Boko Haram.
- 10 octobre :
  - élections municipales au Mozambique ;
  - bataille de Kaiga Kindji au Tchad.
- 13 octobre : élections municipales et régionales en Côte d’Ivoire.
- 25 octobre : Sahle-Work Zewde est élue première présidente de l’Éthiopie par le Parlement.
- 30 octobre : Un pasteur américain est tué près de Bamenda dans la région du nord-ouest anglophone du Cameroun[19].

### Novembre
- 2 novembre : en Égypte, un attentat contre des chrétiens coptes, revendiqué par l'État islamique, fait au moins 7 morts[20].
- 5 novembre : bataille de Kukawa au Nigeria.
- 7 novembre : élection présidentielle à Madagascar  (1er tour).
- 9 novembre : des explosions de voitures piégées fait au moins 20 morts à Mogadiscio (Somalie)[21].
- 13 novembre : au moins 25 combattants séparatistes sont tués dans la région anglophone du Nord-Ouest, au Cameroun[22].
- 15 novembre : au Maroc, inauguration de la LGV Tanger - Kénitra (les trains allant jusqu'à Casablanca).
- 19 novembre : bataille de Metele au Nigeria.
- 22 et 23 novembre : combat de Farimaké au Mali.

### Décembre
- 8 décembre : béatification des martyrs d'Algérie, dont les moines de Tibhirine, à Oran (Algérie).
- 10 décembre : le pacte mondial sur les migrations est approuvé à Marrakech (Maroc).
- 11 et 12 décembre : massacres de Tinabaw et Tabangout-Tissalatatene au Mali.
- 19 décembre : élection présidentielle à Madagascar (2e tour), Andry Rajoelina est élu.
- 20 décembre : élections législatives au Togo.
- 21 décembre : le Conseil des ministres, réuni sous la direction de Pierre Nkurunziza, a adopté un projet de loi fixant la capitale politique du Burundi en province de Gitega et la capitale économique en mairie de Bujumbura.
- 22 décembre : un double attentat à la voiture piégée fait au moins seize morts à Mogadiscio en Somalie[23].
- 28 décembre : l'attaque d'un bus touristique à Gizeh (Égypte) fait 4 morts[24].
- 30 décembre : élections législatives et présidentielle en république démocratique du Congo ; Félix Tshisekedi est déclaré élu président le 10 janvier 2019.